# Zuni (raketa)
Zuni Folding-Fin Aircraft Rocket (Zuni FFAR, ~ raketa s výklopnými stabilizátory „Zuni“), častěji známá pouze jako Zuni, je neřízená raketa vzduch-země ráže 127 mm (5 palců) používaná od roku 1957 americkými ozbrojenými silami jako nástupce rakety HVAR. Může být vybavena různými hlavicemi, včetně nesoucích metalizované antiradarové rušicí pásky (chaff). Raketa Zuni může být nesena na různých typech závěsníků, ale nejčastěji je odpalována z čtyřnásobné raketnice LAU-10. Současná verze, Mk.71, má ráži 130 mm (5,12 palce).

## Historie nasazení

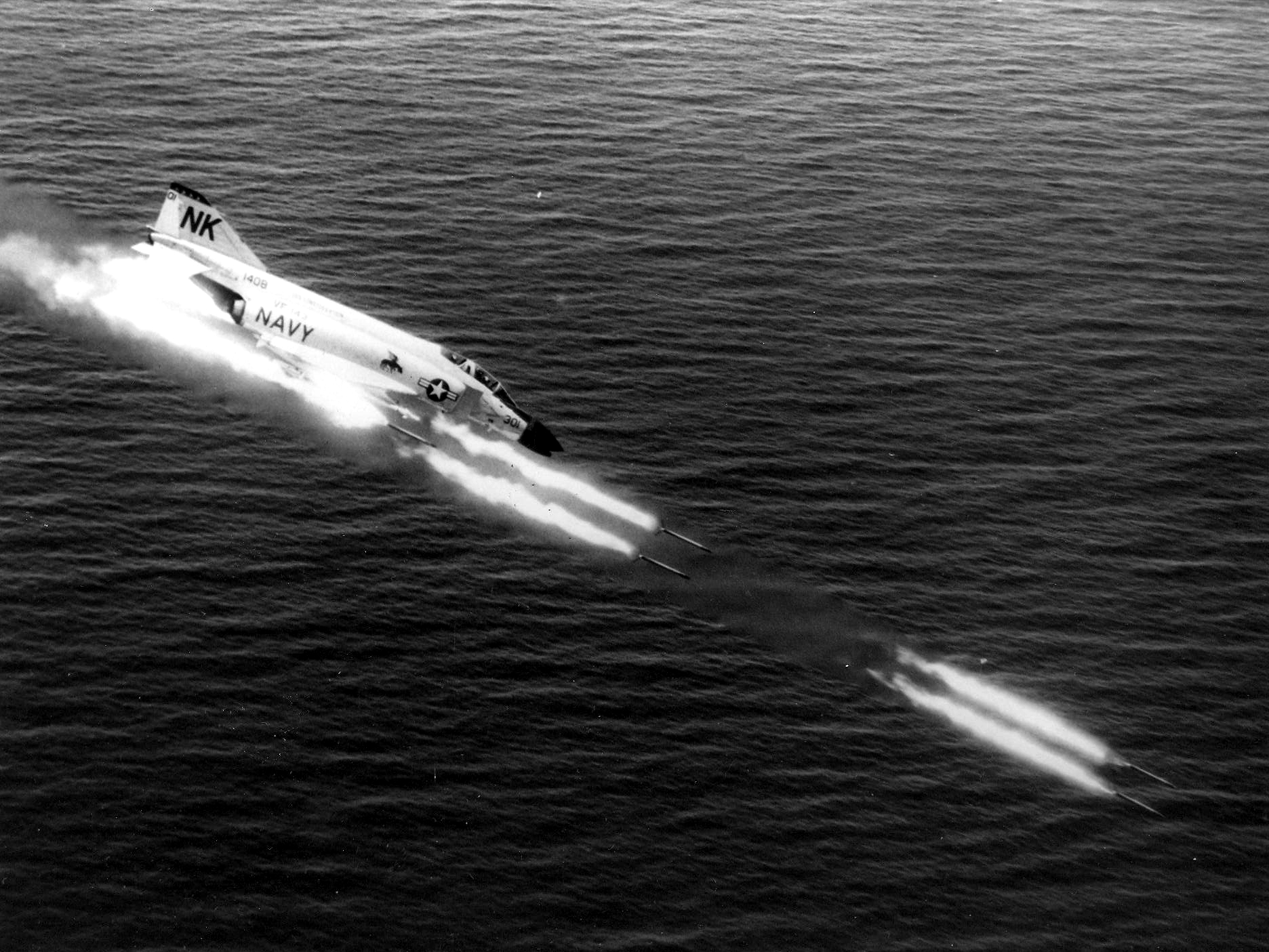
F-4B Phantom II jednotky VF-143 při cvičné střelbě raket Zuni, 1964

V době války ve Vietnamu během náletu na severovietnamské letiště Kép nedaleko Hanoje 1. května 1967 ostřeloval Lt.Cdr. T. R. „Ted“ Swartz z perutě VA-76, operující z paluby USS Bon Homme Richard, raketami Zuni letadla na zemi, když mu jeho číslo oznámilo, že se za ocasem jeho stroje Douglas A-4C Skyhawk (BuNo 148609) nachází MiG-17. Swartzovi se podařilo dostat do polohy za MiGem, načež vypálil zbývající rakety Zuni, kterými vietnamský letoun srazil k zemi. Swartz, za akci později vyznamenaný medailí Silver Star, tak dosáhl jediného sestřelu MiGu neřízenými raketami za celou vietnamskou válku a jediného sestřelu na Skyhawku ve službách ozbrojených sil Spojených států.
Dne 29. července 1967 způsobil náhodný odpal rakety Mk.32 Zuni katastrofální požár na letadlové lodi USS Forrestal, v jehož důsledku zemřelo 134 námořníků. Jedním z přeživších byl pozdější politik John McCain, který z hořícího letadla unikl skokem přes rozlité palivo. O dva roky později požár na USS Enterprise, také způsobený závadou rakety Zuni, vedl ke smrti 27 osob.
V současné době je tato raketa užívána například na letounech A-10 Thunderbolt II a F/A-18 Hornet. Společnost MBDA vyvinula také laserově naváděnou verzi. 
Během ruské invaze na Ukrajinu byly na začátku roku 2023 rakety Zuni dodány z USA leteckým silám Ukrajiny, které je integrovaly do výzbroje bitevních letounů sovětského původu Suchoj Su-25.